# Liga Premier de Israel 2019-20
La Ligat ha'Al 2019-20 fue la vigésima primera temporada desde su introducción en 1999 y la temporada 78.ª de fútbol de primer nivel en Israel. Comenzó el 24 de agosto de 2019 y terminó el 7 de julio de 2020. Maccabi Tel Aviv se coronó campeón consiguiendo así, el vigésimo tercer título de liga de su historia.

## Ascensos y descensos
| Pos. | de Liga Premier de Israel 2018-19 |
| ---- | --------------------------------- |
| 13.º | Maccabi Petah-Tikvah              |
| 14.º | Bnei Sakhnin                      |

| Pos. | de Liga Leumit (fútbol) 2018/19 |
| ---- | ------------------------------- |
| 1.º  | Hapoel Kfar Saba                |
| 2.º  | Sektzia Nes Tziona              |

## Equipos participantes
| Club                | Ciudad         | Estadio               | Capacidad |
| ------------------- | -------------- | --------------------- | --------- |
| Ashdod              | Asdod          | Yud-Alef Stadium      | 7.800     |
| Beitar Jerusalem    | Jerusalén      | Teddy Stadium         | 31.733    |
| Bnei Yehuda         | Tel Aviv       | Bloomfield Stadium    | 29.400    |
| Hapoel Be'er Sheva  | Beerseba       | Turner Stadium        | 16.126    |
| Hapoel Hadera       | Hadera         | Estadio de Netanya    | 13.610    |
| Hapoel Haifa        | Haifa          | Sammy Ofer Stadium    | 30.942    |
| Hapoel Kfar Saba    | Kfar Saba      | Estadio Hamoshava     | 11.500    |
| Hapoel Ra'anana     | Ra'anana       | Estadio Hamoshava     | 11.500    |
| Hapoel Tel Aviv     | Tel Aviv       | Bloomfield Stadium    | 29.400    |
| Ironi Kiryat Shmona | Kiryat Shemona | Kiryat Shmona Stadium | 5.300     |
| Maccabi Haifa       | Haifa          | Sammy Ofer Stadium    | 30.942    |
| Maccabi Netanya     | Netanya        | Estadio de Netanya    | 13.610    |
| Maccabi Tel Aviv    | Tel Aviv       | Bloomfield Stadium    | 29.400    |
| Sektzia Nes Tziona  | Ness Tziona    | Estadio Hamoshava     | 11.500    |

## Formato de competencia
La primera fase del campeonato consiste en un torneo de todos contra todos entre los 14 equipos a dos vueltas (local y visitante) para un total de 26 partidos para cada equipo. 
En la segunda fase del campeonato, los equipos son divididos de acuerdo a su posición al término de la primera fase, los 6 equipos mejor clasificados acceden a la ronda de campeonato donde jugaran todos contra todos a partidos de ida y vuelta para aun total de 10 partidos por cada equipo. El equipo con más puntos será el campeón y califica para participar en la segunda ronda previa de la Liga de Campeones de la UEFA 2020-21. El subcampeón y tercer lugar califican para la primera ronda previa de la Liga Europa de la UEFA 2020-21. Un tercer cupo para la Liga Europa de la UEFA 2020-21 es otorgado al campeón de la Copa de Israel comenzando en la segunda ronda previa.
Los 8 equipos restantes jugaran la ronda de descenso en sistema de todos contra todos a un solo partido, para un total de 7 partidos para cada equipo.
Los equipos que terminen en penúltimo y último lugar descenderán a la Liga Leumit para la temporada 2020-21.

## Temporada regular

### Clasificación
| Pos. | Equipo              | Pts. | PJ | G  | E  | P  | GF | GC | Dif. | Clasificación 2019–20    |
| ---- | ------------------- | ---- | -- | -- | -- | -- | -- | -- | ---- | ------------------------ |
| 1    | Maccabi Tel Aviv    | 64   | 26 | 19 | 7  | 0  | 48 | 7  | +41  | Ronda por el campeonato  |
| 2    | Maccabi Haifa       | 58   | 26 | 18 | 4  | 4  | 58 | 20 | +38  | Ronda por el campeonato  |
| 3    | Beitar Jerusalem    | 49   | 26 | 15 | 4  | 7  | 42 | 25 | +17  | Ronda por el campeonato  |
| 4    | Hapoel Be'er Sheva  | 44   | 26 | 13 | 5  | 8  | 33 | 23 | +10  | Ronda por el campeonato  |
| 5    | Hapoel Tel Aviv     | 38   | 26 | 11 | 5  | 10 | 24 | 36 | −12  | Ronda por el campeonato  |
| 6    | Hapoel Haifa        | 37   | 26 | 10 | 7  | 9  | 26 | 30 | −4   | Ronda por el campeonato  |
| 7    | Bnei Yehuda         | 34   | 26 | 9  | 7  | 10 | 23 | 26 | −3   | Ronda por la permanencia |
| 8    | Hapoel Hadera       | 34   | 26 | 9  | 7  | 10 | 24 | 28 | −4   | Ronda por la permanencia |
| 9    | Maccabi Netanya     | 31   | 26 | 8  | 7  | 11 | 23 | 32 | −9   | Ronda por la permanencia |
| 10   | Ashdod              | 28   | 26 | 6  | 10 | 10 | 30 | 33 | −3   | Ronda por la permanencia |
| 11   | Hapoel Kfar Saba    | 26   | 26 | 7  | 5  | 14 | 22 | 35 | −13  | Ronda por la permanencia |
| 12   | Ironi Kiryat Shmona | 22   | 26 | 6  | 4  | 16 | 24 | 35 | −11  | Ronda por la permanencia |
| 13   | Sektzia Nes Tziona  | 21   | 26 | 5  | 6  | 15 | 17 | 40 | −23  | Ronda por la permanencia |
| 14   | Hapoel Ra'anana     | 16   | 26 | 2  | 10 | 14 | 20 | 44 | −24  | Ronda por la permanencia |

Actualizado a los partidos jugados el 1 de marzo de 2020.
 Fuente: Soccerway

### Evolución de la clasificación
| Jornada / Equipo    | 1  | 2  | 3  | 4  | 5  | 6  | 7  | 8  | 9  | 10 | 11 | 12 | 13 | 14 | 15 | 16 | 17 | 18 | 19 | 20 | 21 | 22 | 23 | 24 | 25 | 26 |
| Jornada / Equipo    |    |    |    |    |    |    |    |    |    |    |    |    |    |    |    |    |    |    |    |    |    |    |    |    |    |    |
| ------------------- | -- | -- | -- | -- | -- | -- | -- | -- | -- | -- | -- | -- | -- | -- | -- | -- | -- | -- | -- | -- | -- | -- | -- | -- | -- | -- |
| Maccabi Tel Aviv    | 1  | 3  | 3  | 1  | 1  | 2  | 2  | 1  | 1  | 1  | 1  | 1  | 1  | 1  | 1  | 1  | 1  | 1  | 1  | 1  | 1  | 1  | 1  | 1  | 1  | 1  |
| Maccabi Haifa       | 2  | 4  | 1  | 5  | 3  | 3  | 3  | 2  | 2  | 2  | 2  | 2  | 2  | 2  | 2  | 2  | 2  | 2  | 2  | 2  | 2  | 2  | 2  | 2  | 2  | 2  |
| Beitar Jerusalem    | 7  | 10 | 12 | 10 | 11 | 9  | 5  | 4  | 4  | 4  | 4  | 4  | 4  | 3  | 3  | 3  | 3  | 3  | 3  | 3  | 3  | 3  | 3  | 3  | 3  | 3  |
| Hapoel Be'er Sheva  | 8  | 1  | 4  | 2  | 2  | 1  | 1  | 3  | 3  | 3  | 3  | 3  | 3  | 4  | 4  | 4  | 4  | 4  | 4  | 4  | 4  | 4  | 4  | 4  | 4  | 4  |
| Hapoel Tel Aviv     | 9  | 11 | 11 | 12 | 12 | 12 | 10 | 11 | 11 | 9  | 11 | 11 | 10 | 12 | 12 | 9  | 9  | 7  | 5  | 5  | 5  | 7  | 7  | 5  | 6  | 5  |
| Hapoel Haifa        | 4  | 7  | 2  | 6  | 6  | 7  | 7  | 6  | 5  | 6  | 7  | 6  | 5  | 5  | 5  | 6  | 8  | 6  | 8  | 8  | 7  | 6  | 6  | 7  | 5  | 6  |
| Bnei Yehuda         | 3  | 6  | 7  | 3  | 4  | 5  | 6  | 8  | 8  | 7  | 5  | 5  | 6  | 8  | 8  | 5  | 7  | 9  | 7  | 9  | 8  | 8  | 8  | 9  | 8  | 7  |
| Hapoel Hadera       | 6  | 12 | 8  | 4  | 5  | 4  | 4  | 5  | 6  | 5  | 6  | 7  | 8  | 7  | 7  | 7  | 5  | 5  | 6  | 6  | 6  | 5  | 5  | 6  | 7  | 8  |
| Maccabi Netanya     | 10 | 2  | 5  | 7  | 8  | 10 | 11 | 13 | 13 | 11 | 9  | 8  | 7  | 6  | 6  | 8  | 6  | 8  | 9  | 7  | 9  | 9  | 9  | 8  | 9  | 9  |
| Ashdod              | 5  | 5  | 6  | 8  | 7  | 8  | 9  | 7  | 7  | 8  | 8  | 9  | 9  | 10 | 10 | 11 | 10 | 10 | 10 | 10 | 10 | 10 | 10 | 10 | 10 | 10 |
| Hapoel Kfar Saba    | 13 | 8  | 9  | 9  | 9  | 6  | 8  | 9  | 9  | 10 | 10 | 10 | 11 | 9  | 11 | 12 | 13 | 12 | 12 | 12 | 11 | 11 | 11 | 11 | 11 | 11 |
| Ironi Kiryat Shmona | 12 | 13 | 14 | 14 | 14 | 13 | 13 | 10 | 10 | 12 | 13 | 14 | 12 | 11 | 9  | 10 | 11 | 11 | 11 | 11 | 12 | 12 | 12 | 12 | 12 | 12 |
| Sektzia Nes Tziona  | 14 | 14 | 13 | 13 | 13 | 14 | 14 | 14 | 14 | 13 | 12 | 13 | 14 | 14 | 13 | 13 | 12 | 13 | 13 | 14 | 14 | 14 | 14 | 13 | 13 | 13 |
| Hapoel Ra'anana     | 11 | 9  | 10 | 11 | 10 | 11 | 12 | 12 | 12 | 14 | 14 | 12 | 13 | 13 | 14 | 14 | 14 | 14 | 14 | 13 | 13 | 13 | 13 | 14 | 14 | 14 |

### Tabla de resultados cruzados
| Local \ Visitante   | ASH | BEI | BNY | HBS | HHD | HHA | HKS | HRA | HTA | IRO | MHA | MNE | MTA | SEK |
| ------------------- | --- | --- | --- | --- | --- | --- | --- | --- | --- | --- | --- | --- | --- | --- |
| Ashdod              | —   | 2–2 | 0–1 | 2–2 | 0–2 | 1–1 | 0–0 | 3–0 | 2–1 | 1–0 | 1–2 | 0–0 | 0–1 | 2–2 |
| Beitar Jerusalem    | 2–1 | —   | 1–3 | 0–0 | 2–0 | 0–2 | 1–0 | 2–0 | 0–1 | 2–2 | 2–0 | 3–1 | 0–4 | 1–0 |
| Bnei Yehuda         | 2–0 | 0–2 | —   | 0–1 | 0–1 | 0–0 | 0–1 | 1–1 | 1–2 | 2–1 | 1–3 | 0–0 | 0–3 | 1–2 |
| Hapoel Be'er Sheva  | 2–1 | 0–1 | 1–2 | —   | 3–0 | 1–0 | 3–1 | 1–0 | 3–0 | 2–1 | 0–2 | 2–0 | 1–1 | 3–0 |
| Hapoel Hadera       | 1–1 | 1–4 | 0–0 | 0–1 | —   | 2–0 | 2–0 | 4–0 | 0–1 | 2–2 | 0–3 | 1–0 | 0–3 | 1–0 |
| Hapoel Haifa        | 1–0 | 1–4 | 3–0 | 0–3 | 1–2 | —   | 0–2 | 2–2 | 3–0 | 2–1 | 0–0 | 1–3 | 1–1 | 2–0 |
| Hapoel Kfar Saba    | 1–3 | 2–1 | 0–1 | 0–1 | 0–0 | 0–1 | —   | 3–0 | 1–2 | 0–3 | 0–3 | 1–2 | 0–1 | 1–1 |
| Hapoel Ra'anana     | 1–1 | 2–1 | 0–1 | 1–0 | 1–1 | 0–0 | 1–1 | —   | 2–2 | 1–1 | 0–0 | 1–2 | 0–2 | 0–0 |
| Hapoel Tel Aviv     | 0–0 | 0–1 | 1–1 | 1–0 | 2–1 | 0–1 | 2–1 | 3–1 | —   | 2–0 | 1–2 | 0–0 | 0–3 | 1–1 |
| Ironi Kiryat Shmona | 2–0 | 0–2 | 2–1 | 0–0 | 0–1 | 1–2 | 1–3 | 2–1 | 0–1 | —   | 1–2 | 3–0 | 0–1 | 1–0 |
| Maccabi Haifa       | 3–3 | 3–1 | 1–1 | 4–0 | 1–0 | 3–0 | 0–1 | 4–3 | 5–0 | 2–0 | —   | 3–0 | 3–4 | 4–0 |
| Maccabi Netanya     | 2–4 | 0–3 | 0–3 | 1–1 | 1–0 | 0–0 | 2–2 | 1–0 | 4–0 | 1–0 | 0–2 | —   | 0–1 | 3–0 |
| Maccabi Tel Aviv    | 2–0 | 0–0 | 0–0 | 2–0 | 0–0 | 3–0 | 4–0 | 2–1 | 3–0 | 3–0 | 1–0 | 0–0 | —   | 1–1 |
| Sektzia Nes Tziona  | 0–2 | 0–4 | 0–1 | 2–1 | 2–2 | 1–2 | 0–1 | 3–0 | 0–1 | 1–0 | 0–3 | 1–0 | 0–2 | —   |

## Ronda por el campeonato

### Clasificación
| Pos. | Equipo               | Pts. | PJ | G  | E  | P  | GF | GC | Dif. | Clasificación 2020–21                 |
| ---- | -------------------- | ---- | -- | -- | -- | -- | -- | -- | ---- | ------------------------------------- |
| 1    | Maccabi Tel Aviv (C) | 87   | 36 | 26 | 9  | 1  | 63 | 10 | +53  | Primera ronda de la Liga de Campeones |
| 2    | Maccabi Haifa        | 73   | 36 | 22 | 7  | 7  | 75 | 32 | +43  | Primera ronda de la Liga Europea      |
| 3    | Beitar Jerusalem     | 59   | 36 | 16 | 11 | 9  | 51 | 35 | +16  | Primera ronda de la Liga Europea      |
| 4    | Hapoel Be'er Sheva   | 55   | 36 | 15 | 10 | 11 | 44 | 33 | +11  | Primera ronda de la Liga Europea      |
| 5    | Hapoel Tel Aviv      | 48   | 36 | 14 | 6  | 16 | 31 | 54 | −23  |                                       |
| 6    | Hapoel Haifa         | 47   | 36 | 12 | 11 | 13 | 39 | 46 | −7   |                                       |

Actualizado a los partidos jugados el 7 de julio de 2020.
 Fuente: Soccerway
Notas:
1. ↑  Hapoel Be'er Sheva obtuvo un cupo para la Primera ronda de la Liga Europa 2020-21, tras ganar la Copa de Israel 2019-20.

### Evolución de la clasificación
| Jornada / Equipo   | 27 | 28 | 29 | 30 | 31 | 32 | 33 | 34 | 35 | 36 |
| Jornada / Equipo   |    |    |    |    |    |    |    |    |    |    |
| ------------------ | -- | -- | -- | -- | -- | -- | -- | -- | -- | -- |
| Maccabi Tel Aviv   | 1  | 1  | 1  | 1  | 1  | 1  | 1  | 1  | 1  | 1  |
| Maccabi Haifa      | 2  | 2  | 2  | 2  | 2  | 2  | 2  | 2  | 2  | 2  |
| Beitar Jerusalem   | 3  | 3  | 3  | 3  | 3  | 3  | 3  | 3  | 3  | 3  |
| Hapoel Be'er Sheva | 4  | 4  | 4  | 4  | 4  | 4  | 4  | 4  | 4  | 4  |
| Hapoel Tel Aviv    | 5  | 5  | 5  | 5  | 5  | 5  | 5  | 5  | 5  | 5  |
| Hapoel Haifa       | 6  | 6  | 6  | 6  | 6  | 6  | 6  | 6  | 6  | 6  |

### Tabla de resultados cruzados
| Local \ Visitante  | BEI | HBS | HHA | HTA | MHA | MTA |
| ------------------ | --- | --- | --- | --- | --- | --- |
| Beitar Jerusalem   | —   | 1–1 | 1–1 | 3–0 | 2–2 | 0–0 |
| Hapoel Be'er Sheva | 2–2 | —   | 3–1 | 0–0 | 0–1 | 2–0 |
| Hapoel Haifa       | 0–0 | 1–1 | —   | 4–0 | 1–4 | 0–3 |
| Hapoel Tel Aviv    | 3–0 | 1–0 | 0–3 | —   | 1–3 | 0–2 |
| Maccabi Haifa      | 0–0 | 2–1 | 2–2 | 1–2 | —   | 0–1 |
| Maccabi Tel Aviv   | 1–0 | 1–1 | 2–0 | 3–0 | 2–0 | —   |

## Ronda por el descenso

### Clasificación
| Pos. | Equipo              | Pts. | PJ | G  | E  | P  | GF | GC | Dif. | Descenso 2020–21               |
| ---- | ------------------- | ---- | -- | -- | -- | -- | -- | -- | ---- | ------------------------------ |
| 1    | Bnei Yehuda         | 49   | 33 | 13 | 10 | 10 | 40 | 30 | +10  |                                |
| 2    | Ashdod              | 41   | 33 | 10 | 11 | 12 | 48 | 47 | +1   |                                |
| 3    | Hapoel Hadera       | 40   | 33 | 10 | 10 | 13 | 33 | 42 | −9   |                                |
| 4    | Maccabi Netanya     | 40   | 33 | 11 | 7  | 15 | 35 | 46 | −11  |                                |
| 5    | Hapoel Kfar Saba    | 38   | 33 | 10 | 8  | 15 | 28 | 38 | −10  |                                |
| 6    | Ironi Kiryat Shmona | 32   | 33 | 9  | 5  | 19 | 30 | 43 | −13  |                                |
| 7    | Sektzia Nes Tziona  | 32   | 33 | 8  | 8  | 17 | 23 | 46 | −23  | Descenso a Liga Leumit 2020-21 |
| 8    | Hapoel Ra'anana     | 17   | 33 | 2  | 11 | 20 | 27 | 62 | −35  | Descenso a Liga Leumit 2020-21 |

Actualizado a los partidos jugados el 2 de julio de 2020.
 Fuente: Soccerway

### Evolución de la clasificación
| Jornada / Equipo    | 27 | 28 | 29 | 30 | 31 | 32 | 33 |
| Jornada / Equipo    |    |    |    |    |    |    |    |
| ------------------- | -- | -- | -- | -- | -- | -- | -- |
| Bnei Yehuda         | 1  | 1  | 1  | 1  | 1  | 1  | 1  |
| Ashdod              | 4  | 4  | 4  | 4  | 4  | 4  | 2  |
| Hapoel Hadera       | 2  | 2  | 2  | 3  | 3  | 3  | 3  |
| Maccabi Netanya     | 3  | 3  | 3  | 2  | 2  | 2  | 4  |
| Hapoel Kfar Saba    | 5  | 5  | 5  | 5  | 5  | 5  | 5  |
| Ironi Kiryat Shmona | 6  | 6  | 6  | 6  | 6  | 7  | 6  |
| Sektzia Nes Tziona  | 7  | 7  | 7  | 7  | 7  | 6  | 7  |
| Hapoel Ra'anana     | 8  | 8  | 8  | 8  | 8  | 8  | 8  |

### Tabla de resultados cruzados
| Local \ Visitante   | ASH | BNY | HHD | HKS | HRA | IRO | MNE | SEK |
| ------------------- | --- | --- | --- | --- | --- | --- | --- | --- |
| Ashdod              | —   | —   | 3–1 | 2–3 | 3–2 | —   | —   | 2–0 |
| Bnei Yehuda         | 3–3 | —   | 5–0 | 0–0 | —   | 2–0 | —   | —   |
| Hapoel Hadera       | —   | —   | —   | 0–0 | 2–2 | —   | 1–2 | 2–2 |
| Hapoel Kfar Saba    | —   | —   | —   | —   | 2–0 | 0–0 | —   | 0–1 |
| Hapoel Ra'anana     | —   | 0–4 | —   | —   | —   | 0–1 | 2–4 | —   |
| Ironi Kiryat Shmona | 3–0 | —   | 0–3 | —   | —   | —   | —   | 1–0 |
| Maccabi Netanya     | 2–5 | 1–3 | —   | 0–1 | —   | 3–1 | —   | —   |
| Sektzia Nes Tziona  | —   | 0–0 | —   | —   | 2–1 | —   | 1–0 | —   |

## Estadísticas

### Máximos goleadores
| Pos. | Jugador           | Club               | Goles |
| ---- | ----------------- | ------------------ | ----- |
| 1    | Nikita Rukavytsya | Maccabi Haifa      | 22    |
| 2    | Ben Sahar         | Hapoel Be'er Sheva | 13    |
| 3    | Yonatan Cohen     | Maccabi Tel Aviv   | 12    |
| 4    | Omri Altman       | Hapoel Tel Aviv    | 11    |
| 4    | Dean David        | Ashdod             | 11    |
| 6    | Tjaronn Chery     | Maccabi Haifa      | 10    |
| 6    | Omer Fadida       | Hapoel Kfar Saba   | 10    |
| 6    | Dor Jan           | Bnei Yehuda        | 10    |
| 9    | Shlomi Azulay     | Beitar Jerusalem   | 9     |
| 9    | Chikeluba Ofoedu  | Maccabi Tel Aviv   | 9     |

Fuente: 